# ألوان وطنية لجمهورية التشيك

الألوان الوطنية لجمهورية التشيك

الألوان الوطنية لجمهورية التشيك (بالتشيكية: Státní barvy České republiky)‏ هي أحد الرموز الوطنية لجمهورية التشيك، والتي تمثل رسميًا جمهورية التشيك. الألوان المكونة للألوان الثلاثة بالترتيب التالي: الأبيض والأحمر والأزرق  الألوان الوطنية تأتي من علم جمهورية التشيك.

## تاريخ

علم بوهيميا وتشيكوسلوفاكيا (1918-1920) وتشيكيا (1990-1992)

علم محمية بوهيميا ومورافيا (1939-1945)

كانت الألوان التقليدية لبوهيميا بيضاء وحمراء. تم اشتقاق هذه الألوان من شعار النبالة في بوهيميا, ولكن بعد تأسيس تشيكوسلوفاكيا, تمت إضافة اللون الأزرق لتمييز الألوان عن الألوان البولندية.
أثناء احتلال ألمانيا النازية للأراضي التشيكية، تم استخدام هذه الألوان لعلم المحمية.
على الرغم من أن الألوان لم تكن رمزًا رسميًا في الدستور الاشتراكي منذ عام 1960, إلا أن الألوان ظلت قيد الاستخدام، خاصة أثناء المظاهر - مثل ربيع براغ أو الثورة المخملية.
تم التعرف على الألوان كأحد الرموز الرسمية لجمهورية التشيك المستقلة منذ عام 1993.

## استعمال
تستخدم الألوان الوطنية للدلالة على ممتلكات الدولة وللتزيين أثناء احتفالات الدولة. علاوة على ذلك، يتم استخدامها في شرائط الميداليات وشرائط إكليل التابوت. خلال العطلات الرسمية، يرتدي بعض الأشخاص شرائط ملونة وطنية لأغراض تذكارية.

## صالة عرض

علم جمهورية التشيك وتشيكوسلوفاكيا
شعار بوهيميا
العلم البولندي